# Europäischer Betriebsrat
Der Europäische Betriebsrat (EBR) ist eine Arbeitnehmervertretung in grenzüberschreitend tätigen Unternehmen in der Europäischen Union bzw. im Europäischen Wirtschaftsraum, der das Recht auf Information und Anhörung durch die Unternehmensleitung besitzt. Seine Zuständigkeit beschränkt sich auf Entscheidungen und Entwicklungen, die grenzüberschreitende Auswirkungen auf die Arbeitnehmer des Unternehmens bzw. der Unternehmensgruppe haben.

## Vorgeschichte
Eine europaweite grenzüberschreitende Arbeitnehmervertretung wurde seit den 1960er Jahren als notwendige Ergänzung der nationalen Interessenvertretungen von den Gewerkschaften gefordert. Doch divergierten die Vorstellungen darüber erheblich. Erst das 1992 eingeführte Mehrheitsverfahren aufgrund des veränderten EG-Vertrages und die Einführung des Europäischen Binnenmarktes ermöglichten einen Durchbruch. Da sich keines der früher diskutierten Konzepte als gangbar und mehrheitsfähig erwies, verfolgte die EU-Kommission einen völlig neuen Ansatz. Statt einer einheitlichen gesetzlichen Regelung für alle Länder Europas sollten grenzüberschreitende wirksame Vereinbarungen zwischen Arbeitnehmervertretern und der zentralen Leitung der Unternehmen ausgehandelt werden.

## Rechtsgrundlage
Rechtliche Grundlage des EBR (der nicht in allen Unternehmen so heißen muss) ist die europäische Betriebsratsrichtlinie vom 22. September 1994, die am 6. Mai 2009 novelliert wurde. Die Richtlinie wurde in Deutschland durch das Europäische Betriebsräte-Gesetz (EBRG) vom 28. Oktober 1996 in nationales Recht umgesetzt. Ziel der Richtlinie ist es, eine grenzüberschreitende Arbeitnehmervertretung mit Konsultations- und Informationsrechten in europaweit tätigen Unternehmen zu schaffen. Die Kriterien für ein gemeinschaftsweit operierendes, EBR-pflichtiges Unternehmen sehen vor, dass es mindestens 1.000 Arbeitnehmer in den Mitgliedstaaten beschäftigt und dass jeweils mindestens 150 Arbeitnehmer in mindestens zwei Mitgliedstaaten beschäftigt werden. Die Richtlinie gilt auch für die in EU-Ländern befindlichen Niederlassungen internationaler Konzerne, die ihren Hauptsitz außerhalb der EU haben.
Die Richtlinie wurde mittlerweile in den 27 EU-Staaten in nationales Recht umgesetzt, wenn auch, den nationalen Präferenzen entsprechend, in sehr heterogener Weise. Am 18. Juni 2011 sind in Deutschland zahlreiche Änderungen des Europäischen Betriebsräte-Gesetzes in Kraft getreten. Diese konkretisieren das Unterrichtungs- und Anhörungsrecht und begründen das Recht auf Weiterbildung der EBR. Damit ist auch die europäische EBR-Richtlinie 2009/38/EG weitgehend in deutsches Recht umgesetzt worden. Für früher abgeschlossene EBR-Vereinbarungen gibt es einen Bestandsschutz. Wenn beide Seiten dies wünschen, müssen die Vereinbarungen auch bei Veränderungen der Unternehmensstruktur nicht automatisch komplett neu verhandelt werden.
Als zentrale Institution zur Konstituierung eines EBR bestimmt die Richtlinie das „besondere Verhandlungsgremium“ der Arbeitnehmer, dessen Wahlmodus nicht weiter festgelegt wird. Die näheren Vorschriften bleiben der nationalen Gesetzgebung überlassen. Es soll eine Vereinbarung über die Zusammensetzung und Befugnisse eines zu gründenden EBR aushandeln. Im Anhang der Richtlinie werden Mindestvorschriften aufgeführt. Diese „subsidiären Vorschriften“ sehen vor, dass der EBR mindestens drei und höchstens 30 Mitglieder hat, dass jährlich einmal eine Sitzung mit der zentralen Leitung stattzufinden hat, in der diese über die „voraussichtliche Entwicklung der Geschäfts-, Produktions-, Absatz- und Beschäftigungslage, Änderungen der Organisation, Einführung neuer Arbeitsverfahren, Verlagerungen, Fusionen oder Schließungen“ zu unterrichten hat. Der EBR kann hierzu seine Stellungnahme abgeben und hat die Arbeitnehmervertreter an den nationalen Standorten über Inhalt und Ergebnisse der Unterrichtung und Anhörung zu informieren.
Die Entscheidung über die Einsetzung eines EBR wird in Verhandlungen zwischen dem besonderen Verhandlungsgremium der Arbeitnehmer und der zentralen Leitung des europaweit operierenden Unternehmens getroffen. Auf Initiative der zentralen Leitung oder der Arbeitnehmer (mindestens 100 Arbeitnehmer aus zwei Betrieben aus zwei Mitgliedstaaten) werden die Verhandlungen aufgenommen. Bei der Gestaltung der Vereinbarung sind das Verhandlungsgremium und die zentrale Leitung autonom. Das Verhandlungsgremium kann Gewerkschaftsvertreter und Experten zur Beratung hinzuziehen.
Sitz des EBR ist in der Regel bei der Konzernspitze. Sofern diese ihren Sitz nicht in einem der EU-Staaten hat, muss sie einen Vertreter (z. B. Europabeauftragten) als Verhandlungspartner benennen, andernfalls ist die Leitung des Unternehmens mit der höchsten Beschäftigtenzahl in einem Mitgliedstaat für die Verhandlungen zuständig.
Aufgrund historisch bedingter Unterschiede der Arbeitnehmervertretungen der einzelnen europäischen Länder schreibt die Richtlinie lediglich Minimalanforderungen an einen solchen Betriebsrat vor. Diese bestehen in Informations- und Konsultationsrechten, jedoch nicht in Mitbestimmungsrechten, wie sie dem deutschen Betriebsrat zustehen. Vergleichbar ist er daher mit einem europäischen Wirtschaftsausschuss, ähnlich wie ihn das Betriebsverfassungsgesetz für deutsche Unternehmen mit mehr als 100 Beschäftigten vorsieht.
Die Informations- und Konsultationsrechte können durchaus mit den Vorschriften zur Verhinderung von Insiderhandel nach § 13 WpHG kollidieren.

## Umsetzung in das nationale Recht anderer EU-Länder
Die rechtliche Umsetzung der Richtlinie in nationales Recht erfolgte in sehr unterschiedlicher Form. In Österreich erfolgte sie im V. Teil des Arbeitsverfassungsgesetzes (§§ 171 – 207). In den EU-Beitrittsländern Mittel- und Osteuropas geschah dies meist durch einfache Einfügung entsprechender Bestimmungen in die Arbeitsgesetze, nicht durch besonderes Gesetz.

## Verbreitung und Weiterentwicklung
Nach einer Gründungswelle 1994/1996, die aber nicht zu einer verstärkten transnationalen Kommunikation und Abstimmung hinsichtlich der Ziele führte, da sich die Aktivitäten der EBR oft auf eine Informationsveranstaltung pro Jahr beschränkten, kam es in den letzten Jahren zu verstärkten transnationalen Kontakten der Mitglieder untereinander und zu einem echten Dialog mit den Arbeitgebern. Im Juni 2015 zählte das Europäische Gewerkschaftsinstitut (ETUI) insgesamt 1071 europaweit tätige Unternehmen mit einem EBR gegenüber 402 Unternehmen im Jahr 1996.
2010 war die Zahl der Neugründungen von EBR nach ETUI-Angaben auf den niedrigsten Stand seit 1994 gefallen (nur 11). Die im Jahr 2011 aktiven EBR vertraten etwa 18 Millionen Beschäftigte. In 1500 weiteren Unternehmen könnten EBR gegründet werden. Allein im Organisationsbereich der IG Metall, der auch die Beschäftigten der Elektro-, Holz-, Kunststoff-, Textil- und Bekleidungsindustrie einschließt, gab es 2015 320 EBR.
Obwohl rechtlich auf Informations- und Konsultationsrechte begrenzt, hat sich in einzelnen Fällen der EBR zu einem starken Verhandlungsgremium entwickelt. So hat das European Employee Forum, wie der EBR bei General Motors heißt, mit dessen europäischem Management seit 2000 mehrere Rahmenvereinbarungen zur Standortsicherung abgeschlossen.
Während der Gewerkschaftsdachverband IndustriALL branchenübergreifende bzw. europäische Branchengewerkschaften sektorale europäische Vereinbarungen mit den Arbeitgebern aushandeln können, besteht diese Möglichkeit für sie im Falle der Aushandlung konzernspezifischer Vereinbarungen nicht. Seit der Jahrtausendwende sind daher Europäische Betriebsräte neben der Unternehmensleitung und einer auf europäischer oder internationaler Ebene agierenden Branchengewerkschaft am Abschluss transnationaler Vereinbarungen auf Konzernebene beteiligt. Die Gegenstände dieser Abkommen sind z. B. Restrukturierung, Arbeits- und Gesundheitsschutz, Weiterbildung und Mobilität, Datenschutz, Gleichstellung und fundamentale Rechte, wie in den Kernarbeitsnormen der ILO niedergelegt. Die Abkommen müssen dann jeweils in nationale Abkommen umgesetzt werden. Die jeweiligen Handlungsmöglichkeiten der Europäischen Betriebsräte sind im Einzelfall auszuloten.
Empirischen Untersuchungen zufolge kommt die wichtigste Unterstützung bei der Gründung und Zielbildung von EBR von den Gewerkschaften („Geburtshilfe“), so z. B. im Rahmen des Leonardo-Projekts TEAM.EWC, in dem Trainingsmaterial für die zu organisierende interkulturelle Teamkooperation der Betriebsräte entwickelt und bereitgestellt wird.

## EBR und Brexit
Seit dem 1. Januar 2021 werden Arbeitnehmer aus dem Vereinigten Königreich aufgrund des Brexit nicht mehr von der EBR vertreten. Außerdem zählen Angestellte aus dem Vereinigtem Königreich nicht zur Mindestanzahl von 1000 Mitarbeitern, die Unternehmen EBR-pflichtig macht.

## Bewertung
Nach dem Urteil eines gewerkschaftsnahen Wissenschaftlers ist der EBR „ein Beispiel für eine durchaus ausgewogene Mischung von Subsidiarität (jeweils nationale Anpassung durch Implementierung), Proporz (Zusammenwirken von Regierungen und Verbänden bei ihrer Erstellung und Umsetzung) und Flexibilität (die Richtlinie eröffnet verschiedene Optionen zur Umsetzung)“.
Laut einer Studie von Jeremy Waddington werden die Rechte der EBR in der Praxis oft ignoriert. Nur eine Minderheit der EBRs wird unterrichtet, bevor Entscheidungen endgültig getroffen (24 Prozent) oder öffentlich gemacht werden (37 Prozent). 13 Prozent der EBRs werden gar nicht unterrichtet und 30 Prozent nicht angehört.